# Белхатув

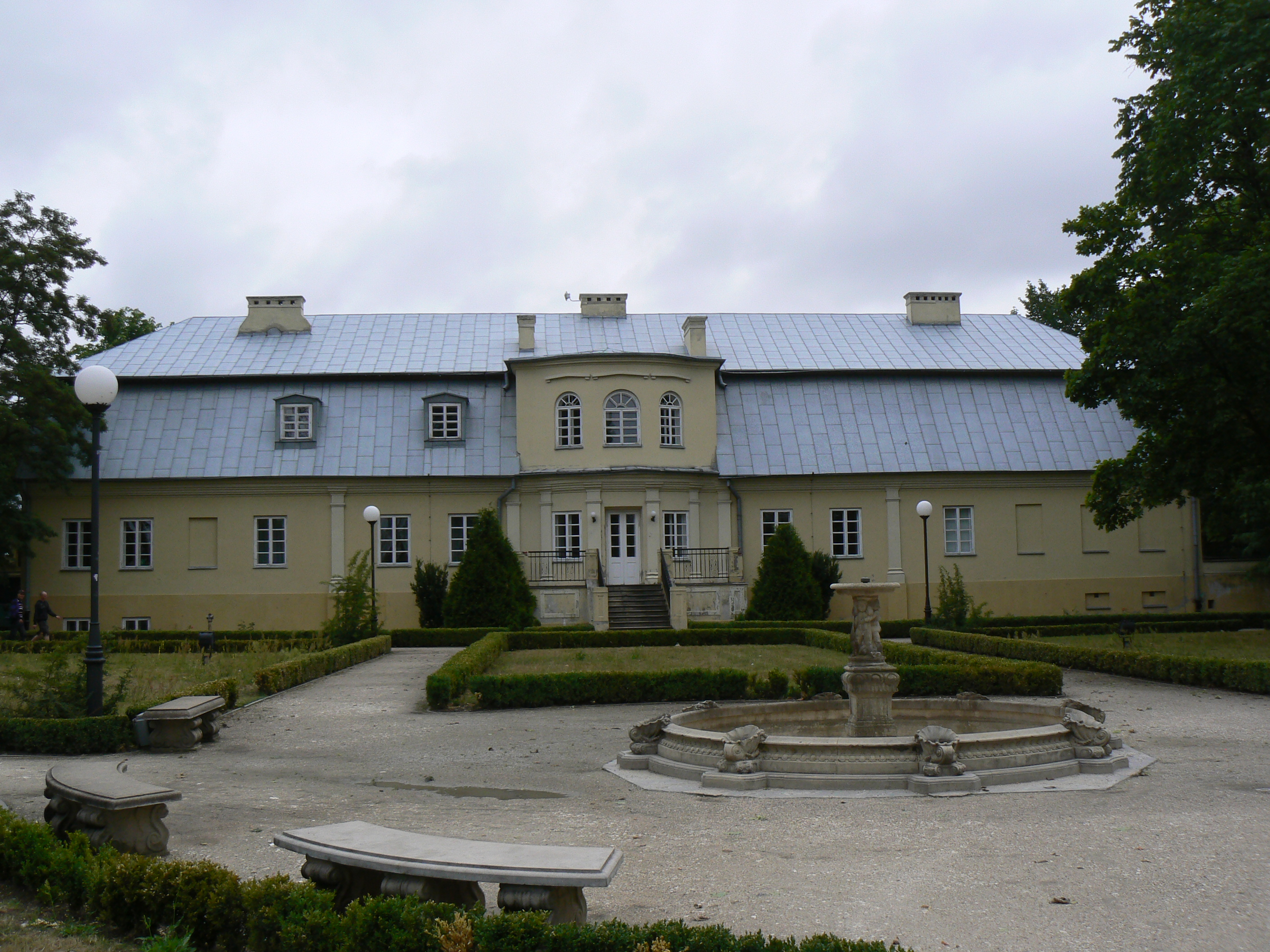
Двір Ольшевських у Білхатові

Белхатув (пол. Bełchatów) — місто в центральній Польщі, на річці Раківка. Належить до Белхатовського повіту Лодзинського воєводства і є його адміністративним центром.

## Демографія
Демографічна структура станом на 31 березня 2011 року:
|          | Загалом | Допрацездатний вік | Працездатний вік | Постпрацездатний вік |
| -------- | ------- | ------------------ | ---------------- | -------------------- |
| Чоловіки | 29726   | 5510               | 22460            | 1756                 |
| Жінки    | 30759   | 5227               | 21308            | 4224                 |
| Разом    | 60485   | 10737              | 43768            | 5980                 |